# TV Azteca
Televisión Azteca, S.A.B. de C.V. (splošno znan kot TV Azteca) je mehiški medijski konglomerat v lasti Grupo Salinas. Leta 1993 jo je ustanovil Ricardo Salinas Pliego. Je drugo največje medijsko podjetje v Mehiki, takoj za Televiso.